# Kedumim
Kedumim ist eine israelische Siedlung im Westjordanland, westlich von Nablus. Der Ort liegt auf mehreren Anhöhen verteilt und erstreckt sich über rund drei Kilometer in südwest-nordöstlicher Richtung.

## Geschichte
Kedumim wurde 1975 gegründet. Seit 1991 ist der Ort eine eigenständige Gemeindeverwaltung (מועצה מקומית קדומים).
1996 fanden die ersten Wahlen zum Amt des Bürgermeisters statt. Daniella Weiss wurde die erste Bürgermeisterin von Kedumim.
Es wohnen dort 4.571 Siedler (Stand: Januar 2022). 2016 betrug die Einwohnerzahl 4.323. In Kedumim befinden sich mehrere Jeschiwot, darunter die Yeshivat Bnei Chayil, Shomron (ישיבת בני חיל, שומרון).
Der rechts-religiöse, fundamentalistische Politiker Bezalel Smotrich, Vorsitzender der Partei Mafdal – HaTzionut HaDatit, lebt mit seiner Familie in Kedumim. Im August 2023 fanden Demonstrationen gegen Smotrich nahe dessen Haus statt.

## Einwohner
Das israelische Zentralbüro für Statistik gibt bei den Volkszählungen vom 4. Juni 1983, 4. November 1995 und vom 28. Dezember 2008 für Kedumim folgende Einwohnerzahlen an:
| Jahr der Volkszählung | 1983 | 1995   | 2008  |
| Anzahl der Einwohner  | 910  | 2. 200 | 3.463 |

## Bürgermeister
- 1996 – 2009 Daniella Weiss
- 2009 bis heute Chananel Dorani